# Das krumme Haus
Das krumme Haus (Originaltitel The Crooked House) ist der 39. Kriminalroman von Agatha Christie. Er erschien zuerst im März 1949 in den USA bei Dodd, Mead and Company und am 23. Mai desselben Jahres im Vereinigten Königreich im Collins Crime Club. Die deutsche Erstausgabe wurde 1951 vom Scherz Verlag (Bern) in der Übersetzung von Alexandra Brun veröffentlicht. In den 1980er Jahren erschien dann im selben Verlag die bis 2017 verwendete Neuübersetzung von Ursula von Wiese.
Der Roman spielt im Herbst 1947 in und um London. In ihrer Autobiographie bezeichnet Christie diesen Roman und Tödlicher Irrtum als ihre Favoriten unter ihren eigenen Werken. 

## Erklärung des Romantitels
Wie auch andere Romantitel der Autorin verwendet auch dieser Roman ein Motiv aus einem Kinderreim:
There was a crooked man, and he walked a crooked mile.
He found a crooked sixpence against a crooked stile.
He bought a crooked cat, which caught a crooked mouse,
And they all lived together in a little crooked house.
Der erste Nachweis dieses Reims stammt von James Orchard Halliwell-Phillipps aus den 1840er Jahren. Im frühen 20. Jahrhundert – der Zeit von Christies Kindheit – war der Reim sehr populär.

## Einführung
Drei Generationen der Familie Leonides, die aus Griechenland stammen, leben unter dem Patriarchat des Großvaters Aristide in einem zwar großen, aber ein wenig krummen Haus. Er ist ein alter Mann, der aus Smyrna, dem heutigen Izmir, stammt und in England ein Vermögen gemacht hat. Er lebt mit seiner zweiten Frau Brenda, die fünfzig Jahre jünger ist als er. 
Nachdem der alte Herr mit seiner eigenen Medizin vergiftet worden ist, erzählt seine Enkelin Sophia ihrem Verlobten Charles Hayward die Geschichte und bittet ihn die Heirat solange aufzuschieben, bis der Mörder gefunden ist. Hayward, der Ich-Erzähler des Romans, beginnt daraufhin seine eigenen Ermittlungen.

## Handlung
Charles Hayward, der zum Ende des Zweiten Weltkrieges in Kairo arbeitet, lernt dort Sophia Leonides kennen, eine junge Frau, Anfang zwanzig, die für das Außenministerium arbeitet. Beide verlieben sich ineinander, entscheiden sich aber, sich bis zum Ende des Krieges nicht zu verloben. Die Verlobung soll nun nach seiner Rückkehr nach London stattfinden. 
Als Hayward nach Hause kommt, findet er in der Times einen Nachruf: Sophias Großvater, der reiche Unternehmer Aristide Leonides, ist im Alter von 87 Jahren gestorben. 
Während des Krieges hatte die ganze Familie gemeinsam in einem großen Haus namens Drei Giebel gewohnt, dem titelgebenden krummen Haus. 
Bei der Autopsie wird festgestellt, dass Aristide Leonides vergiftet worden ist, und zwar, indem ihm seine Augentropfen, die sehr giftig sind, injiziert worden sind, getarnt als Insulingabe. Daraufhin teilt Sophia Charles mit, dass sie ihn nicht heiraten kann, solange der Mord nicht aufgeklärt ist. 
Die offensichtlichen Verdächtigen sind Brenda Leonides, die sehr viel jüngere zweite Ehefrau von Aristide, und Laurence Brown, ein junger Mann, der nicht im Krieg war und im Haus als Privatlehrer von Eustace und Josephine lebt, Sophias jüngeren Geschwistern. Es wird gemunkelt, dass die beiden ein Verhältnis direkt unter den Augen des alten Aristides hatten. Alle Familienmitglieder hoffen, dass man den beiden den Mord beweisen können wird. Bei den ersten Untersuchungen ergibt sich aber kein konkreter Verdacht. So zieht Charles, dessen Vater bei Scotland Yard arbeitet, in das Haus ein, in der Hoffnung, dass sich doch noch jemand die Blöße gibt. 
Alle Mitglieder der Familie haben ein Motiv und die Gelegenheit für das Verbrechen, niemand hat ein Alibi und alle wissen, dass die Augentropfen sehr giftig sind. Außerdem würde jeder einen nicht unbeträchtlichen Anteil vom Erbe des alten Herren erhalten. 
Abgesehen davon haben die Familienmitglieder wenig gemeinsam. Edith de Haviland, Aristides unverheiratete Schwägerin, die Schwester seiner ersten Frau, ist eine unterdrückte und verbitterte Frau, die nur ins Haus gezogen ist, um nach dem Tod der ersten Ehefrau die Erziehung der Kinder zu überwachen. Roger, der älteste Sohn und Liebling von Aristide, ist letztlich ein gescheiterter Unternehmer, der den Betrieb seines Vaters fast in den Bankrott geführt hat. Er sehnt sich nach einem einfachen Leben, irgendwo, nur weit weg. Seine Frau, Clemency, ist eine Wissenschaftlerin mit einem herben Geschmack, die sich nie an den Vorzügen des Reichtums der Familie erfreuen konnte. Philip, Rogers jüngerer Bruder, hat sein Leben lang unter der Bevorzugung Rogers durch den Vater gelitten. Er hat sich in die Welt der Bücher und vergangener Epochen zurückgezogen und verbringt alle Zeit, die er wach ist, in der Bibliothek des Hauses. Philips Frau Magda ist eine bescheiden erfolgreiche Schauspielerin, die alles, auch den Mord in der Familie, als eine Bühnenshow ansieht, bei der sie eine Hauptrolle spielen müsse. Der sechzehnjährige Eustace leidet ein wenig an den Folgen einer leichten Kinderlähmung, ist ansonsten aber ein normaler Junge. Seine zwölfjährige Schwester Josephine ist kein hübsches Mädchen, aber intelligent und komisch und ein wenig altklug. Sie ist besessen von Detektivgeschichten und spioniert ständig allen Mitgliedern des Haushalts hinterher. Ihre Beobachtungen schreibt sie in ein geheimes Notizbuch. 
Die Dinge werden komplizierter, als herauskommt, dass Aristide sein Testament geändert hat. Er hat alles Sophia hinterlassen, weil er meinte, dass nur sie in der Lage sein werde, das Unternehmen vernünftig in die Zukunft zu führen und den Platz als Familienoberhaupt einzunehmen. Als Nächstes wird Josephine bewusstlos im Garten gefunden, niedergeschlagen von einem marmornen Türstopper, nachdem sie erklärt hatte, dass sie die Identität des Mörders kennt. Dann entdeckt Charles Liebesbriefe von Brenda an Lawrence, woraufhin beide verhaftet werden. Und obwohl nun beide in Haft sind, stirbt das Kindermädchen, nachdem es einen Kakao getrunken hat, der eigentlich für Josephine bestimmt war. Der Familie wird klar, dass der Mörder noch unter ihnen weilt. 
Charles, der um das Leben von Josephine fürchtet, versucht den Namen des Mörders aus ihr herauszubekommen, was jedoch vergebens ist. Kurz danach lädt Edith de Haviland das Mädchen zu einem Eis ein. Beide fahren mit dem Auto los, Edith fährt das Auto über eine Klippe, beide sind sofort tot. 
Im Haus findet Charles zwei Briefe, einen Abschiedsbrief von Edith für die Polizei und einen an Charles. In dem Brief an die Polizei gesteht sie die Morde an Aristide und dem Kindermädchen. In dem anderen, nur für Charles bestimmten, schreibt sie die ganze Wahrheit: Josephine ist die Mörderin. Als Beweis legt sie das geheime Notizbuch dazu, das mit dem Satz beginnt: Heute habe ich Großvater getötet. 
Als Motiv ergibt sich, dass der Großvater die Ballettstunden nicht bezahlen wollte. Später genoss sie die ganze Aufmerksamkeit und inszenierte auch den Anschlag mit dem Türstopper selbst. Das Kindermädchen vergiftete sie, weil es vorgeschlagen hatte, sie in die Schweiz zu schicken, und sie „ein kleines dummes Mädchen“ genannt hatte. Edith hatte das Notizbuch in der Hundehütte entdeckt und hatte daraufhin ihren Weg gewählt, da sie der Meinung ist, dadurch Josephine Leid zu ersparen, wenn die Polizei die Wahrheit erfährt.

## Personen
- Charles Hayward, Verlobter von Sophia Leonides
- Sophia Leonides, Tochter von Magda und Philip Leonides, Enkelin von Aristide
- Brenda Leonides, die junge Witwe von Aristide Leonides
- Edith de Haviland, Sophias Großtante
- Roger Leonides, Sohn von Aristide
- Clemency Leonides, seine Frau, eine Wissenschaftlerin
- Philip Leonides, Rogers Bruder
- Magda Leonides, seine Frau
- Josephine Leonides, Magdas 12-jährige Tochter
- Eustace Leonides, ihr Bruder
- Laurence Brown, Lehrer von Josephine und Eustace

## Verfilmungen
Eine Adaption als Kinofilm, Das krumme Haus, erschien 2017. Regie führt Gille Paquet-Brenner, die Rolle des Charles Hayward spielte Max Irons.

## Wichtige Ausgaben
- 1949, Dodd Mead and Company (New York), März 1949
- 1949, Collins Crime Club (London), 23. Mai 1949
- 1951 deutsche Erstausgabe[3]
- 1983(?) Neuübersetzung von Ursula von Wiese[4]
- 2017 Neuübersetzung von Giovanni und Ditte Bandini, Atlantik Verlag, Hamburg

Eine gekürzte Version des Romans erschien zuerst in den USA in der Cosmopolitan in der Oktoberausgabe 1948.

## Hörbuch / Hörspiel
- 2008 Das krumme Haus (5 CDs): einzige ungekürzte Lesung. Sprecher: Hans Eckardt. Regie: Markus Langer. Verlag und Studio für Hörbuchproduktionen, Marburg[7]
- 2019 Das krumme Haus (Hörspiel, DLF, 55 Minuten). Bearbeitung und Regie: Irene Schuck. Mit Jens Wawrczeck, Meike Droste.